# Rajmund Fodor
Rajmund Fodor (Szeged, 21 februari 1976) is een Hongaars waterpolospeler.
Rajmund Fodor nam als waterpoloër driemaal deel aan de Olympische Spelen in 1996, 2000 en 2004. Hij veroverde twee keer een gouden medaille.
In de competitie kwam Fodor uit voor Szegedi Vasutas Sportegyesület, RN Florentia, Domino Honvéd Sportegyesület Boedapest.
Tibor Benedek · 
Tamás Dala · 
Rajmund Fodor · 
András Gyöngyösi · 
Tamás Kásás · 
Zoltán Kósz · 
Péter Kuna · 
Attila Monostori · 
Zsolt Németh · 
Frank Tóth · 
László Tóth · 
Zsolt Varga · 
Balázs Vincze
Tibor Benedek · 
Péter Biros · 
Rajmund Fodor · 
Tamás Kásás · 
Gergely Kiss · 
Zoltán Kósz · 
Tamás Märcz · 
Tamás Molnár · 
Barnabás Steinmetz · 
Zoltán Szécsi · 
Bulcsú Székely · 
Zsolt Varga · 
Attila Vári
Tibor Benedek · 
Péter Biros · 
Rajmund Fodor · 
István Gergely · 
Tamás Kásás · 
Gergely Kiss · 
Norbert Madaras · 
Tamás Molnár · 
Ádám Steinmetz · 
Barnabás Steinmetz · 
Zoltán Szécsi · 
Tamás Varga · 
Attila Vári